# الجدل والصراع الكشفي
أصبحت الكشافة أحيانا فيها شي من الخلافات الاجتماعية مثل النضال من أجل الحقوق المدنية في أمريكا الجنوبية وفي حركات المقاومة الوطنية في الهند. وقدمت الكشافة إلى أفريقيا عن طريق مسؤولين بريطانيين كأداة للسلطة الاستعمارية ولكن أصبح تحديا تخريبية للشرعية الإمبريالية البريطانية كما ان الكشافة تقوي تعزيز التضامن بين كشافة أفريقيا. هناك أيضا الخلافات والتحديات داخل الحركة الكشفية نفسها مثل الجهود المبذولة حاليا لتحويل كشافة كندا إلى منظمة ديمقراطية.
تتناول هذه المقالة الخلافات والصعوبات الكشافة التاريخية والمعاصرة، مع أمثلة من مختلف البلدان.